# Saint-André-les-Vergers
Saint-André-les-Vergers is een gemeente in het Franse departement Aube in de regio Grand Est. De gemeente telde 12.695 inwoners op 1 januari 2022. De plaats maakt deel uit van het arrondissement Troyes.

## Geschiedenis
In de 7e eeuw werd de benedictijner Abdij van Montier-la-Celle gesticht door de heilige Frobert in een moerassig gebied ten westen van Troyes. De monniken maakten het gebied geschikt voor landbouw door het aanleggen van afwateringskanalen. De streek was geschikt voor tuinbouw en fruitteelt en de producten werden vervoerd naar Troyes over het water langs de stadspoort Porte de Croncels.
Een eerste kerk in de gemeente was de kerk Saint-Michau. Deze werd in de 16e eeuw vervangen door de kerk Saint-André waaraan de gemeente haar naam dankt. Na de Franse Revolutie werd de abdij opgeheven en afgebroken.
In de 19e eeuw vestigde zich industrie in de gemeente en de gemeente verstedelijkte. In 1919 werd de naam Saint-André-les-Vergers aangenomen als verwijzing naar de boomgaarden van weleer.
De gemeente maakte deel uit van het kanton Sainte-Savine totdat dit op 22 maart 2015 werd opgeheven en Saint-Germain de hoofdplaats werd van het op die dag gevormde kanton Saint-André-les-Vergers.

## Geografie
De oppervlakte van Saint-André-les-Vergers bedroeg op 1 januari 2022 5,86 vierkante kilometer; de bevolkingsdichtheid was toen 2.166,4 inwoners per km².
De onderstaande kaart toont de ligging van Saint-André-les-Vergers met de belangrijkste infrastructuur en aangrenzende gemeenten.

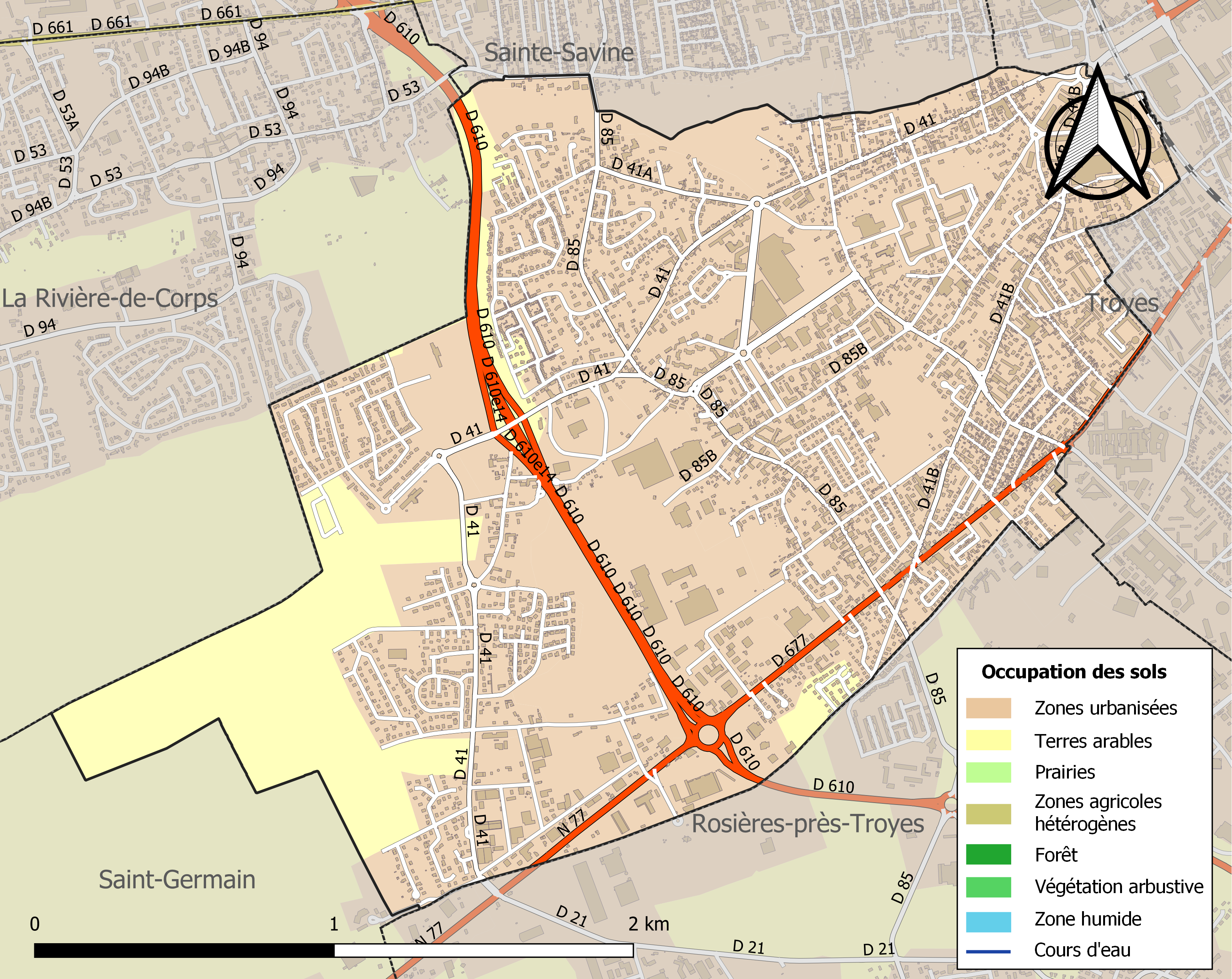

## Demografie
Onderstaande figuur toont het verloop van het inwonertal (bron: INSEE-tellingen).

Vanwege een beveiligingsprobleem met de MediaWiki Graph-software is het momenteel niet mogelijk deze grafiek weer te geven. Zodra de software is bijgewerkt zal de grafiek vanzelf weer zichtbaar worden.